# Jane Lynch
Jane Marie Lynch (sinh ngày 14 tháng 6 năm 1960) là một diễn viên, ca sĩ và nghệ sĩ hài người Mỹ. Bà đã nhận được một giải Primetime Emmy Award, một giải Quả cầu vàng, một giải TCA Awards, một giải Satellite Award và một giải People's Choice Award cho vai diễn Sue Sylvester trong sê ri phim truyền hình Glee của Fox. Một số giải thưởng đáng chú ý khác mà bà nhận được với vai diễn này bao gồm Screen Actors Guild Award dành cho Tập thể diễn viên xuất sắc trong một sê ri phim hài, TCA Award dành cho Thành tích cá nhân xuất sắc, Satellite Award dành cho Nữ diễn vụ xuất sắc nhất và People's Choice Awards dành cho Nữ diễn viên phim hài được yêu thích. Jane cũng đã nhận được các giải PlanetOut.com Short Movie Award, Florida Film Critics Circle Award và Ft. Lauderdale International Film Festival Jury Award.
Bà bắt đầu được biết đến trong các bộ phim tài liệu của Christopher Guest như Best in Show. Bà cũng xuất hiện trong các phim truyền hình như iCarly của Nickelodeon và Weeds của Showtime. Jane có một vai phụ trong phim sitcom Two and a Half Men của Warner Bros. cũng như các vai diễn đáng chú ý khác trong nhiều bộ phim hài nổi tiếng như Talladega Nights: The Ballad of Ricky Bobby, The 40-Year-Old Virgin, Role Models và The Three Stooges.

## Tiểu sử
Jane sinh ra và lớn lên ở Dolton, Illinois, là con gái của Eileen (nhũ danh Carney), nội trợ-thư ký, và Frank Lynch, chủ ngân hàng. Bố bà mang dòng máu Ireland còn mẹ bà mang dòng máu Ireland và Thụy Sĩ. Bà theo Công giáo và học trung học tại Thornridge High School. Bà nhận được bằng Cử nhân Sân khấu tại trường đại học Bang Illinois và bằng Giáo sư Mỹ thuật về sân khấu tại trường đại học Cornell.

## Sự nghiệp
Jane Lynch đã tham gia nhiều bộ phim chẳng hạn như iCarly, một chương trình dành cho thiếu nhi của Mỹ. Jane đóng vai mẹ của Sam. Bà cũng lồng tiếng cho nhân vật Trung sĩ Calhoun trong bộ phim hoạt hình Wreck-It Ralph của Disney.
Jane dành 15 năm ở Chicago để làm việc tại Steppenwolf Theatre Company và là một trong số hai người phụ nữ được chọn tham gia vào The Second City. Sau đó bà tiếp tục rèn luyện các kỹ năng của mình tại Nhà hát Annoyance với vai diễn Carol Brady trong vở The Real Live Brady Bunch. Bà và Andy Richter, người thủ vai Mike Brady trong các buổi diễn ở New York, đã trở thành bạn thân với nhau.

### Điện ảnh
Bộ phim điện ảnh đầu tiên mà Jane tham gia là Vice Versa năm 1988. Năm 1993, bà cùng Harrison Ford xuất hiện trong The Fugitive.
Trong những năm 1990, bà góp mặt trong nhiều phim quảng cáo, trong đó có Frosted Flakes do Christopher Guest đạo diễn. Sau đó Jane thủ vai Christy Cummings trong Best in Show (2000). Từ đó bà tham gia vào nhiều phim của Christopher như A Mighty Wind (2003) và For Your Consideration (2006).
Khán giả và giới phê bình chú ý đến Jane qua vai diễn của bà trong The 40-Year-Old Virgin của Judd Apatow. Bà tiết lộ với Terry Gross của Fresh Air rằng ban đầu vai diễn này dành cho nam, nhưng do vợ của Steve Carell, Nancy Walls, thúc dục, mà được trao cho Jane. Từ đó Jane đảm nhận nhiều vai phụ trong một loạt các bộ phim bao gồm Role Models, Talladega Nights: The Ballad of Ricky Bobby, Alvin & the Chipmunks, Walk Hard: The Dewey Cox Story, Space Chimps, The Rocker, The Hammer, Another Cinderella Story, Ice Age: Dawn of the Dinosaurs và Spring Breakdown.
Trong Adventures of Power, một bộ phim hài được đánh giá cao ra mắt năm 2008, Jane gặp lại bạn diễn For Your Consideration Michael McKean trong vai Dì Joanie cùng với Ari Gold, Adrian Grenier, Chiu Chi Ling và Shoshannah Stern.
Trong Julie and Julia, bà thủ vai Dorothy McWilliams, chị gái của Julia Child. Entertainment Weekly dành một bài viết trên trang web của mình để viết về khả năng bà được đề cử cho giải Oscar.

### Truyền hình
Jane đã góp mặt trong nhiều phim truyền hình trong hơn một thập kỷ, trong đó có L.A. Law, Judging Amy, The West Wing, 7th Heaven, Desperate Housewives, Friends, Dawson's Creek, Felicity, Arrested Development, Lovespring International, Two and a Half Men, Weeds, Boston Legal, The L Word, Criminal Minds, Help Me Help You, Gilmore Girls, The New Adventures of Old Christine, Psych, Monkvà Party Down. Bà cũng cùng John Hannah và William Fichtner tham gia MDs năm 2002, cũng như xuất hiện trong Criminal Minds với vai bà mẹ bị tâm thần phân liệt của Spencer Reid.
Đầu năm 2009, Jane tham gia sê ri phim truyền hình Glee của Fox và nhận được rất nhiều lời khen ngợi cho vai diễn Sue Sylvester của mình. Mary McNamara của tờ LA Times viết, "Một mình Jane là đủ làm cho Glee đáng xem." Trước đó, bà là diễn viên chính trong sê ri phim hài Party Down của Starz. Mặc dù phim đã chuyển sang mùa thứ hai, Jane sẽ không tiếp tục tham gia do vai diễn của bà trong Glee.
Bên cạnh đó, Jane tiếp tục theo đuổi nhiều dự án khác. Bà dẫn chương trình cho Saturday Night Live vào ngày 9 tháng 10 năm 2010; thông tin này được báo cho bà biết một cách tình cờ bởi tác giả của Glee Ryan Murphy thông qua tin nhắn điện thoại. Jane cũng xuất hiện với tư cách khách mời trong phim iCarly của Nickelodeon với vai mẹ của Sam Puckett (tập "iSam's Mom").

## Các hoạt động khác
Jane viết kịch bản và thủ vai chính trong vở kịch Oh Sister, My Sister. Bắt đầu được sản xuất từ năm 1998, vở kịch khởi động chương trình Lesbians in Theater tại Los Angeles Gay and Lesbian Center vào năm 2004.
Bà xuất hiện trong nhiều đoạn phim quảng cáo cho XFinity của Comcast. Bà cũng tham gia vào chiến dịch Text Ed của tập đoàn LG để giáo dục người lái xe về những mối nguy hiểm khi điều khiển phương tiện.
Lần đầu tiên Jane dẫn chương trình cho một lễ trao giải là vào năm 2010 với lễ trao giải VH1 DoSomething Awards. Bà tiếp tục dẫn chương trình cho lễ trao giải này vào năm 2011. Jane trở thành người dẫn chương trình của lễ trao giải Primetime Emmy Awards lần thứ 63 vào ngày 18 tháng 9 năm 2011 và là người phụ nữ thứ ba một mình dẫn chương trình trong lịch sử giải Emmy. Theo tờ Hollywood Reporter ngày 19 tháng 9, việc này đã không thể làm tăng lượng người xem (giảm 8%).

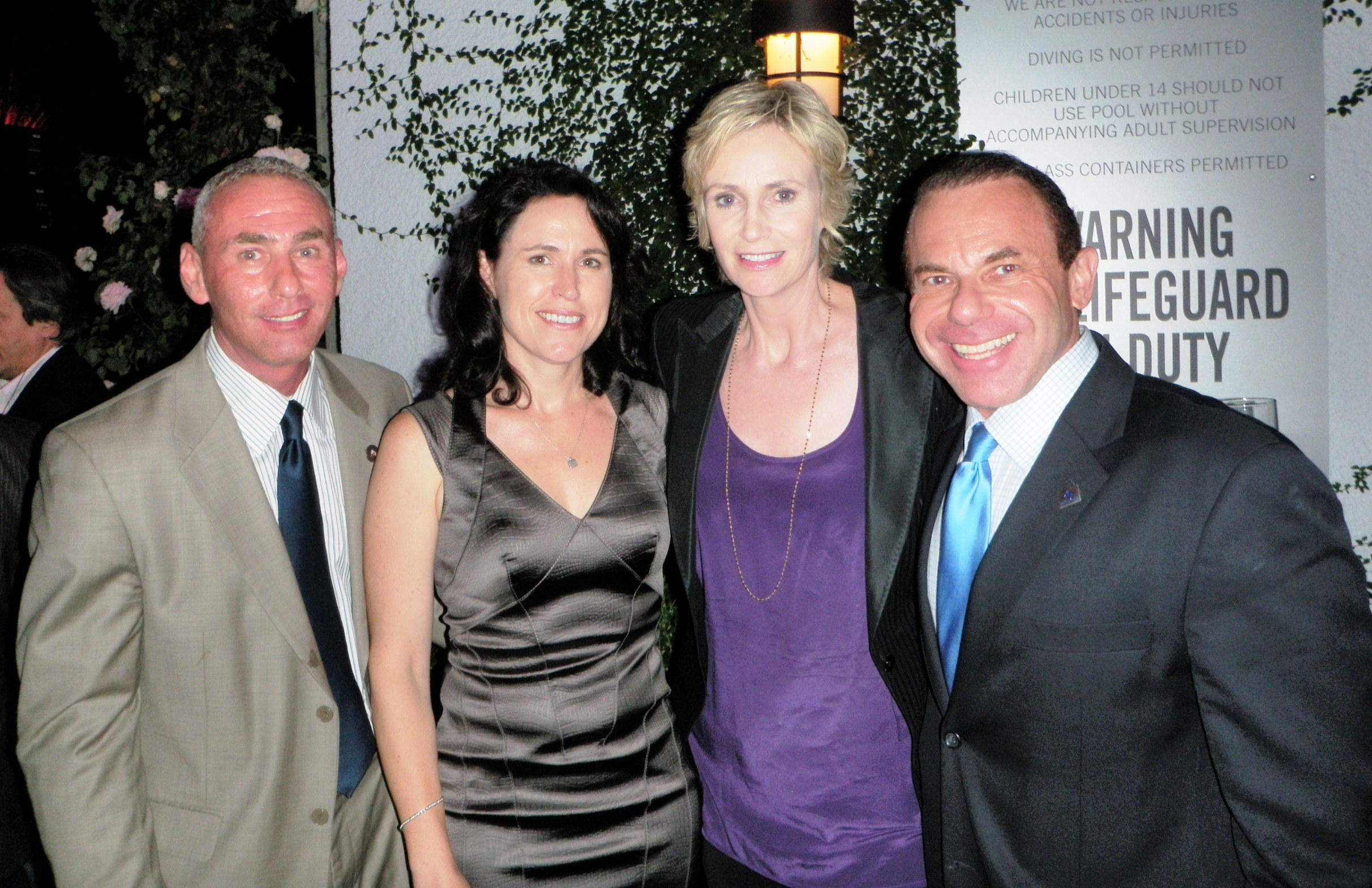
(từ trái sang phải) Thống đốc được bổ nhiệm Don Norte, bác sĩ Lara Embry, Jane Lynch và chồng của Norte, nhà hoạt động vì người đồng tính Kevin Norte tại một sự kiện từ thiện của Autum P-FLAG 2010 ở The London Hotel, West Hollywood, California.

Happy Accidents được ra mắt vào mùa thu năm 2011 bởi Hyperion Voice. Jane được truyền cảm hứng để viết cuốn sách sau khi nhìn lại những thành công trong quá khứ của mình và ước rằng mình đã có thể tự khuyên bản thân đừng lo lắng quá nhiều như vậy. Cuốn hồi ký cũng bao gồm chi tiết về những năm tháng nghiện ngập và cuộc chiến thành công chống lại nó của bà. Jane là người đồng tính nữ công khai và đã kết hôn với Lara Embry năm 2010. Là một người yêu động vật, Jane có hai chú chó và một chú mèo. Bà đã ghi hình cho PETA để cổ vũ việc nhận nuôi thú hoang. Ngày 23 tháng 2 năm 2012, bà được thông báo là sẽ đọc diễn văn trong lễ tốt nghiệp khóa 2012 của Smith College, đồng thời nhận được bằng Tiến sĩ Mỹ thuật danh dự.
Tháng 3 năm 2012, Jane cùng Martin Sheen, Jamie Lee Curtis, Chris Colfer và Brad Pitt biểu diễn trong vở kịch '8' của Dustin Lance Black trong vai Maggie Gallagher tại Nhà hát Wilshire Ebell. Vở kịch sẽ được đăng tải lên YouTube để quyên góp tiền cho American Foundation for Equal Rights.
Tháng 2 năm 2013, Jane được thông báo là sẽ ra mắt lần đầu tiên trên sân khấu Broadway với vai Miss Hannigan trong vở Annie từ ngày 16 tháng 5 đến ngày 14 tháng 7 năm 2013 để thay thế cho Katie Finneran.

## Đời tư
Jane là một người đồng tính nữ công khai; năm 2005 bà lọt vào danh sách "10 người phụ nữ đồng tính tuyệt vời trong ngành giải trí" của POWER UP. Năm 2010 Jane kết hôn với bác sĩ tâm lý Lara Embry, người đã có hai con gái 8 và 10 tuổi.

## Các phim đã đóng

### Điện ảnh
| Năm  | Tên phim                                        | Vai diễn                        | Ghi chú |
| ---- | ----------------------------------------------- | ------------------------------- | --- |
| 1988 | Taxi Killer                                     |                                 | |
| 1988 | Vice Versa                                      | Ms. Linstrom                    | |
| 1992 | In the Best Interest of the Children            | Gwen Hatcher                    | Dưới nghệ danh Jany Lynch |
| 1992 | Straight Talk                                   | Gladys                          | Lồng tiếng |
| 1993 | The Fugitive                                    | Bác sĩ Kathy Wahlund            | |
| 1993 | Fatal Instinct                                  | Prison Reporter                 | |
| 1997 | Touch Me                                        | Counselor                       | |
| 2000 | What Planet Are You From?                       | Doreen                          | |
| 2000 | Red Lipstick                                    | Phát thanh viên cuối cùng       | |
| 2000 | Color Me Gay                                    | Executive / Do-Rag Lesbian      | Được đề cử cho giải PlanetOut.com Short Movie Awards lần thứ 2                                                                                            |
| 2000 | Best in Show                                    | Christy Cummings                | |
| 2001 | Nice Guys Finish Last                           | Người mẹ                        | Phim ngắn |
| 2001 | Martini                                         | Bác sĩ Jane                     | Phim ngắn |
| 2002 | Hiding in Walls                                 | Diane Moffet                    | Phim ngắn |
| 2002 | Collateral Damage                               | Agent Russo                     | |
| 2002 | The Big Time                                    | Miss Rush                       | |
| 2003 | A Mighty Wind                                   | Laurie Bohner                   | Florida Film Critics Circle Award giải Tập thể diễn viên xuất sắc nhất Được đề cử—Phoenix Film Critics Society Award giải Tập thể diễn viên xuất sắc nhất |
| 2003 | Exposed                                         | Julie Gross                     | |
| 2004 | Little Black Boot                               | Grace                           | Phim ngắn |
| 2004 | Surviving Eden                                  | Maude Silver                    | |
| 2004 | Sleepover                                       | Gabby Corky                     | |
| 2004 | Memoirs of an Evil Stepmother                   | Blanche Monroe                  | Phim ngắn |
| 2004 | Lemony Snicket's A Series of Unfortunate Events | Realtor                         | Không được đề tên |
| 2004 | The Aviator                                     | Amelia Earhart                  | Cách quay bị cắt bỏ |
| 2005 | Holly Hobbie and Friends: Surprise Party        | Joan Hobbie / Minnie            | Lồng tiếng |
| 2005 | Promtroversy                                    | Mimi Nimby                      | Phim ngắn |
| 2005 | The 40-Year-Old Virgin                          | Paula                           | |
| 2005 | Bam Bam and Celeste                             | Darlene                         | |
| 2005 | The Californians                                | Sybill Platt                    | |
| 2006 | The List                                        | Bác sĩ Davina                   | |
| 2006 | Separated at Worth                              | Jennifer                        | |
| 2006 | Fifty Pills                                     | Doreen                          | |
| 2006 | Talladega Nights: The Ballad of Ricky Bobby     | Lucy Bobby                      | |
| 2006 | For Your Consideration                          | Cindy                           | Được đề cử—Gotham Award giải Tập thể diễn viên xuất sắc                                                                                                   |
| 2006 | The Frank Anderson                              | Bác sĩ Emily Brice              | Phim ngắn |
| 2006 | Holly Hobbie and Friends: Christmas Wishes      | Joan Hobbie / Minnie            | Lồng tiếng |
| 2006 | Eye of the Dolphin                              | Glinton                         | Lovespring International |
| 2007 | I Do & I Don't                                  | Nora Stelmack                   | Ft. Lauderdale International Film Festival Jury Award giải Nữ diễn viên hài xuất sắc nhất                                                                 |
| 2007 | Smiley Face                                     | Đạo diễn tuyển vai              | |
| 2007 | Suffering Man's Charity                         | Ingrid                          | |
| 2007 | Love Is Love                                    | Reverend Greeley                | Phim ngắn |
| 2007 | Holly Hobbie and Friends: Best Friends Forever  | Joan Hobbie / Minnie            | Lồng tiếng |
| 2007 | Alvin and the Chipmunks                         | Gail                            | |
| 2007 | Walk Hard: The Dewey Cox Story                  | News Interviewer                | Không được đề tên |
| 2008 | The Toe Tactic                                  | Honey Strumpet                  | |
| 2008 | The Hammer                                      | Người phụ nữ trong cửa hàng     | |
| 2008 | Adventures of Power                             | Joni                            | |
| 2008 | Tru Loved                                       | Ms. Maple                       | |
| 2008 | Space Chimps                                    | Bác sĩ Poole                    | Lồng tiếng |
| 2008 | The Rocker                                      | Lisa                            | |
| 2008 | Another Cinderella Story                        | Dominique Blatt                 | |
| 2008 | Role Models                                     | Gayle Sweeny                    | |
| 2008 | Man Maid                                        | Sabena                          | |
| 2009 | Big Breaks                                      | M.J.                            | Phim ngắn |
| 2009 | Spring Breakdown                                | Thượng nghị sĩ Kay Bee Hartmann | |
| 2009 | Weather Girl                                    | J.D.                            | |
| 2009 | Mr. Troop Mom                                   | Ms. Hulka                       | Phim của Nickelodeon |
| 2009 | Leisure Suit Larry: Box Office Bust             |                                 | Lồng tiếng |
| 2009 | Ice Age: Dawn of the Dinosaurs                  | Diatryma Mom                    | Lồng tiếng |
| 2009 | Julie & Julia                                   | Dorothy McWilliams              | |
| 2009 | Post Grad                                       | Carmella Malby                  | |
| 2010 | Shrek Forever After                             | Gretchen                        | Lồng tiếng |
| 2011 | Rio                                             | Yo/Alice                        | Lồng tiếng |
| 2011 | Paul                                            | Pat Stevenson                   | |
| 2012 | The Three Stooges                               | Mother Superior                 | |
| 2012 | Wreck-It Ralph                                  | Trung sĩ Calhoun                | Lồng tiếng |
| 2012 | Dino Time                                       | Sue                             | Lồng tiếng |
| 2012 | Abominable Christmas                            | Margaret Knowhow                | Lồng tiếng |
| 2013 | Escape from Planet Earth                        | Io                              | Lồng tiếng |

### Truyền hình
| Năm        | Tên phim                            | Vai diễn                       | Ghi chú |
| ---------- | ----------------------------------- | ------------------------------ | --- |
| 1993       | Bakersfield P.D.                    | Michelle Hathaway              | Tập: "Bakersfield Madam" |
| 1993       | Empty Nest                          | Tammy                          | Tập: "The Girl Who Cried Baby" |
| 1994       | Married... with Children            | Greta                          | Tập: "Valentine's Day Massacre" |
| 1994       | Party of Five                       | Bác sĩ Pennant                 | Tập: "Much Ado" |
| 1994       | The John Larroquette Show           | Giám khảo                      | Tập: "The Tutor" |
| 1995       | In The House                        | Ruth                           | Tập: "Female Trouble" |
| 1995       | NewsRadio                           | Carol                          | Tập: "The Cane" |
| 1996       | Cybill                              | Bà Sweeney                     | Tập: "Educating Zoey" |
| 1996       | 3rd Rock from the Sun               | Bà Koppel                      | Tập: "Dick, Smoker" |
| 1996, 1998 | Caroline in the City                | Người bồi bàn                  | 2 tập: "Caroline and the Bad Date" & "Caroline and the First Date" |
| 1996       | Frasier                             | Cynthia                        | Tập: "A Lilith Thanksgiving" |
| 1999       | Dharma & Greg                       | Sheryl                         | Tập: "Play Lady Play" |
| 1999–2000  | Judging Amy                         | ASA Perkins                    | 3 tập: "Pilot", "Drawing the Line" & "Waterworld" |
| 2000       | JAG                                 |                                | Tập: "The Witches of Gulfport" |
| 2000       | Gilmore Girls                       | Y tá                           | Tập: "Forgiveness and Stuff" |
| 2000–2001  | The West Wing                       | Phóng viên                     | 2 tập: "In The Shadow of Two Gunmen: Part 1" & "Two Cathedrals" |
| 2001       | Dawson's Creek                      | Bà Witter                      | Tập: "The Te of Pacey" |
| 2001       | Cursed                              | Carla                          | Tập: "...And Then Jack Had Two Dates" |
| 2001       | Popular                             | Susie Klein                    | Tập: "I Know What You Did Last Spring Break" |
| 2001       | The Division                        |                                | Tập: "The First Hit's Free, Baby" |
| 2001       | Arli$$                              |                                | Tập: "Giving Something Back" |
| 2001       | Boston Public                       | Jane Morrell                   | Tập: "Chapter Twenty-Four" |
| 2001       | Family Law                          | Cheryl Bowman                  | Tập: "No Options" |
| 2001       | The X-Files                         | Anne T. Lokensgard             | Tập: "Lord of the Flies" |
| 2001       | The King of Queens                  | Bác sĩ Foreman                 | Tập: "Ovary Action" |
| 2001–02    | Family Guy                          | Dotty Campbell                 | Lồng tiếng, 4 tập |
| 2001–02    | 7th Heaven                          | Y tá                           | 4 tập |
| 2002       | Titus                               | Công tố viên                   | Tập: "The Trial" |
| 2002       | Felicity                            | Giáo sư Carnes                 | 2 tập: "Ben Don't Leave" & "The Paper Chase" |
| 2002       | MDs                                 | Aileen Poole, RN, PhD          | Vai chính |
| 2003       | Watching Ellie                      | Roman                          | Tập: "TV" |
| 2003       | The Dead Zone                       | Flo McMurtry                   | Tập: "The Storm" |
| 2003       | Spider-Man: The New Animated Series | Thành viên ban quản trị Oscorp | Lồng tiếng, tập: "Heroes and Villains" |
| 2003       | According to Jim                    | Janice                         | Tập: "The Lemonade Stand" |
| 2004       | NYPD Blue                           | Susanna Howe                   | Tập: "You Da Bomb" |
| 2004       | Monk                                | Bác sĩ Julie Waterford         | Tập: "Mr. Monk Gets Married" |
| 2004       | Las Vegas                           | Helen Putasca                  | Tập: "You Can't Take It With You" |
| 2004       | Arrested Development                | Cindi Lightballoon             | 3 tập: "Altar Egos", "Shock and Aww" & "Justice is Blind" |
| 2004       | Friends                             | Ellen the realtor              | Tập: "The One Where Estelle Dies" |
| 2004       | Veronica Mars                       | Bà Donaldson                   | Tập: "Return of the Kane" |
| 2005       | Unscripted                          | Jane                           | 2 tập: "Episode #1.6" & "Episode #1.7" |
| 2005       | CSI: Crime Scene Investigation      | Kiểm lâm                       | Tập: "Unbearable" |
| 2005       | Blind Justice                       | Bác sĩ Taylor                  | 2 tập: "Four Feet Under" & "Rub a Tub Tub" |
| 2005       | The Life and Times of Juniper Lee   | Madame Rothchild               | Lồng tiếng, tập: "Magic Takes a Holiday" |
| 2005       | Weeds                               | The Candyman                   | Tập: "Fashion of the Christ" |
| 2005       | Illeanarama                         |                                | Dự án của Illeana Douglas |
| 2005–06    | Rodney                              | Amy O'Brien                    | 2 tập: "Rodney Moonlights" & "Rodney Gets a Leg Up" |
| 2006       | Desperate Housewives                | Maxine Bennett                 | Tập: "Silly People" |
| 2006       | Night Stalker                       | Nhà khoa học                   | Tập: "Into Night", không được đề tên |
| 2006       | Lovespring International            | Victoria Ratchford             | Vai chính |
| 2006       | Help Me Help You                    | Raquel Janes                   | Vai phụ, 5 tập |
| 2006–08    | Criminal Minds                      | Diana Reid                     | 5 tập: "The Fisher King: Part 1", "The Fisher King: Part 2", "Revelations", "The Instincts" & "Memoriam" |
| 2006–08    | Boston Legal                        | Joanna Monroe                  | 4 tập: "Can't We All Get A Lung?", "Dances with Wolves", "The Good Lawyer" & "The Verdict" |
| 2007       | Untitled Christine Taylor Project   |                                | |
| 2007       | Campus Ladies                       | Giáo sư                        | Tập: "Psych 101" |
| 2007       | The New Adventures of Old Christine | Ms. Hammond                    | 2 tập: "The Real Thing" & "Friends" |
| 2007       | American Dad!                       | Nhiều vai                      | Lồng tiếng, 2 tập: "Surro-Gate" & "The Most Adequate Christmas Ever" |
| 2004–nay   | Two and a Half Men                  | Bác sĩ Linda Freeman           | Vai phụ; 13 tập Được đề cử — Primetime Emmy Award giải Nữ diễn viên khách mời xuất sắc trong một sê ri phim hài (2010) |
| 2007–nay   | Handy Manny                         | Jackie Greenway                | Vai phụ/lồng tiếng |
| 2005–09    | The L Word                          | Joyce Wischnia                 | Vai phụ; 15 tập (Mùa 2–6) |
| 2008       | My Name Is Earl                     | Sissy                          | Tập: "I Won't Die With a Little Help From My Friends" |
| 2008       | Psych                               | Barbara Dunlap                 | Tập: "There Might Be Blood" |
| 2009       | The Spectacular Spider-Man          | Joan Jameson                   | Lồng tiếng, tập: "Gangland" |
| 2009       | Party Down                          | Constance Carmell              | Vai chính |
| 2009       | Reno 911                            | Cố vấn                         | Tập: "Wiegel's Couple's Therapy" |
| 2009–nay   | Glee                                | Sue Sylvester                  | Vai chính Quả cầu vàng giải Nữ diễn viên phụ xuất sắc nhất trong một sê ri phim truyền hình (2010) People's Choice Award giải Nữ diễn viên phim hài được yêu thích (2011) Primetime Emmy Award giải Nữ diễn viên phụ xuất sắc trong một sê ri phim truyền hình hài (2010) Satellite Award giải Nữ diễn viên phụ xuất sắc nhất trong một sê ri phim truyền hình (2010) Screen Actors Guild Award giải Tập thể diễn viên xuất sắc trong một sê ri phim hài (2010) TCA Award giải Thành tích cá nhân trong phim hài (2010) Được đề cử – Critics' Choice Television Award giải Nữ diễn viên phụ xuất sắc trong một sê ri phim truyền hình hài (2011) Được đề cử – Quả cầu vàng giải Nữ diễn viên phụ xuất sắc nhất trong một sê ri phim truyền hình (2009) Được đề cử – Primetime Emmy Award giải Nữ diễn viên phụ xuất sắc trong một sê ri phim truyền hình hài (2011) Được đề cử – Satellite Award giải Nữ diễn viên phụ xuất sắc nhất trong một sê ri phim truyền hình (2011) Được đề cử – Screen Actors Guild Award giải Tập thể diễn viên xuất sắc trong một sê ri phim hài (2010–2011) Được đề cử – Screen Actors Guild Award giải Tập thể diễn viên xuất sắc trong một sê ri phim hài (2011) Được đề cử – People's Choice Award giải Nữ diễn viên phim hài được yêu thích (2012) |
| 2010–11    | The Cleveland Show                  | Ms. Eck/Sue Sylvester          | Các tập: "Love Rollercoaster"/"How Do You Solve a Problem Like Roberta?" |
| 2010       | Neighbors from Hell                 | Alex                           | Tập: "Screw the EPA" |
| 2010       | iCarly                              | Pam Puckett                    | Mùa 4, tập 2 (Tập 72) "iSam's Mom" |
| 2010       | VH1 Do Something Awards             | Chính mình                     | Dẫn chương trình |
| 2010       | Saturday Night Live                 | Chính mình                     | Dẫn chương trình |
| 2010-2011  | The Super Hero Squad Show           | Nebula                         | Các tập: "When Strikes the Surfer!" và "Double Negation at the World's End!" |
| 2011       | Phineas and Ferb                    | Mrs. Johnson                   | Các tập: "Run, Candace, Run", "Canderemy" và "Bad Hair Day" |
| 2011       | Web Therapy                         | Claire Dudek                   | Tập: "Public Relations" |
| 2011       | The Simpsons                        | Roz Davis                      | Tập: "Replaceable You" |
| 2012       | Word Girl                           | Miss Power                     | Tập: "The Rise of Miss Power" |
| 2012       | The Ellen DeGeneres Show            | Tượng sáp của Ellen DeGeneres  | |
| 2013       | The Annoying Orange                 | Cob                            | Tập: "Popstar" |

## Danh sách đĩa nhạc
Nhạc phim
- 2003: A Mighty Wind
- 2008: Another Cinderella Story
- 2010: Glee: The Music, The Power of Madonna
- 2010: Glee: The Music, Volume 3 Showstoppers
- 2010: Đĩa đơn Ohio [phiên bản Glee] (cùng với Carol Burnett)